# Alvalade (métro de Lisbonne)
Pour les articles homonymes, voir Alvalade.

Alvalade est une station du métro de Lisbonne sur la ligne verte.